# Shining Victory

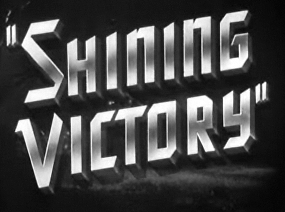
Extrait du film Shining Victory (1941)

Shining Victory est un film américain réalisé par Irving Rapper et sorti en 1941, d'après une pièce de A. J. Cronin.

## Synopsis
Un brillant psychiatre, le Dr. Paul Venner, est chassé de l"hôpital de Budapest par un imposteur qui s'est attribué son travail. En transit à Londres, Venner se voit proposer un poste dans un sanatorium écossais, où il pourra reprendre ses recherches sur la dementia praecox, maladie qui a affecté son père.
Un jeune médecin, Mary Murray, devient son assistante, mais elle envisage de rejoindre sous quelques mois une mission humanitaire en Chine. Murray et Venner tombent amoureux l'un de l'autre, et Paul Venner parvient à la convaincre de rester en Écosse. Un incendie ravage le laboratoire. Mary meurt en tentant de sauver les précieuses archives de son fiancé. Effondré, Paul Venner repousse les offres de plusieurs universités : il veut désormais accomplir les vœux de Mary, c'est-à-dire améliorer les conditions sanitaires en Chine.

## Autour du film
Le film aurait dû s'appeler Winged Victory (« la victoire ailée »), mais le titre était déjà pris par Moss Hart pour sa nouvelle pièce de théâtre, qui sera portée à l'écran en 1944.

## Fiche technique
- Titre : Shining Victory
- Réalisation : Irving Rapper
- Scénario : Howard Koch, d'après la pièce d'A. J. Cronin
- Production : Hal B. Wallis
- Société de production : First National Pictures
- Musique : Max Steiner
- Photographie : James Wong Howe
- Direction artistique : Carl Jules Weyl
- Costumes : Howard Shoup
- Montage : Warren Low
- Pays d'origine : États-Unis
- Format : Noir et blanc - 35 mm - Mono
- Genre : Drame
- Durée : 80 minutes
- Date de sortie : 1941

## Distribution
- James Stephenson : Docteur Paul Venner
- Geraldine Fitzgerald : Docteur Mary Murray
- Donald Crisp : Docteur Drewett
- Barbara O'Neil : Miss Leeming
- Montagu Love : Docteur Blake
- Sig Ruman : Professeur Herman Von Reiter
- George Huntley, Jr. : Docteur Thornton
- Richard Ainley : Docteur Hale
- Bruce Lester : Docteur Bentley
- Leonard Mudie : Mr. Foster
- Doris Lloyd : Mrs. Foster
- Frank Reicher : Docteur Esterhazy
- Hermine Sterler : Miss Hoffman
- Billy Bevan : Chivers
- Clare Verdera : Miss Dennis
- Crauford Kent : Docteur Corliss
- Alec Craig : le bijoutier
- Louise Brien : l'infirmière
- Bette Davis : l'infirmière

Acteurs non crédités :
- Rudolph Anders : un officier de police
- Tempe Pigott : Miss Weatherby, une patiente
- Wolfgang Zilzer : un subordonné